# U 125 (U-Boot, 1918)
U 125  war ein diesel-elektrisches Minen-U-Boot des Typs UE II der deutschen Kaiserlichen Marine im Ersten Weltkrieg. Nach dem Krieg fuhr das U-Boot kurzzeitig als O 1 (jap. ○一潜水艦, maru ichi sensuikan) in der Kaiserlich Japanischen Marine.

## Indienststellung
U 125 wurde am 27. Mai 1916 in Auftrag gegeben, lief am 26. Mai 1918 bei Blohm & Voss in Hamburg vom Stapel und wurde am 4. September 1918 in Dienst gestellt. Das Boot war der I. U-Flottille in Helgoland und Brunsbüttel zugeordnet. Erster und einziger deutscher Kommandant war Kapitänleutnant Hans Scabell.
U 125 führte während des Ersten Weltkriegs keine Unternehmung durch und konnte daher kein Schiff versenken oder beschädigen.

## Verbleib
Kurz nach Kriegsende, am 26. November 1918, wurde U 125 an das Japanische Kaiserreich ausgeliefert. Wie U 46 (O 2) und U 55 (O 3) war das Boot in den Jahren 1920 und 1921 Teil der Kaiserlich Japanischen Marine. Die Bootsnummer war O 1. 1922 wurde das Boot in Kure abgewrackt.